# Deyanira

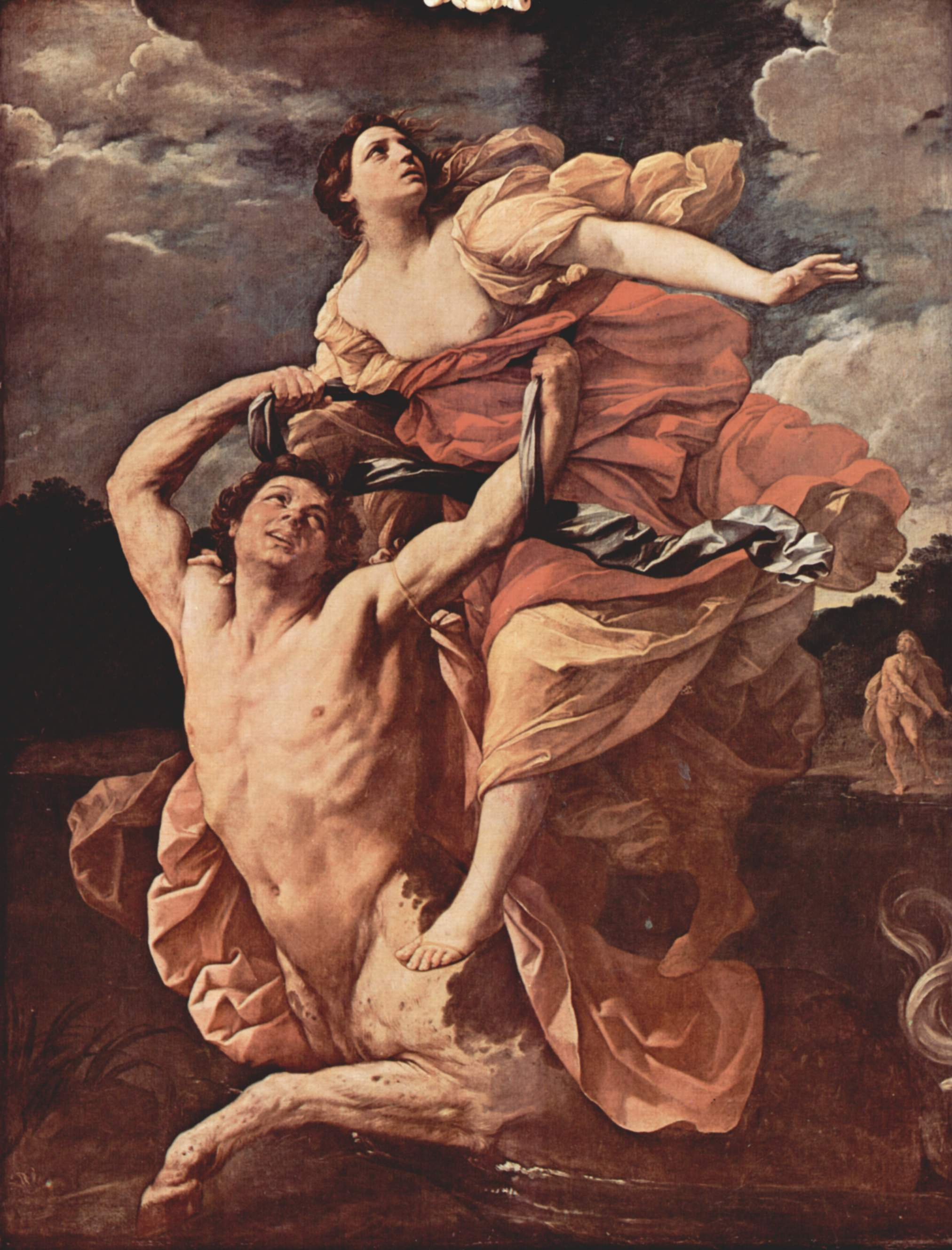
Guido Reni, Rapto de Deyanira, 1620-21, Museo del Louvre.

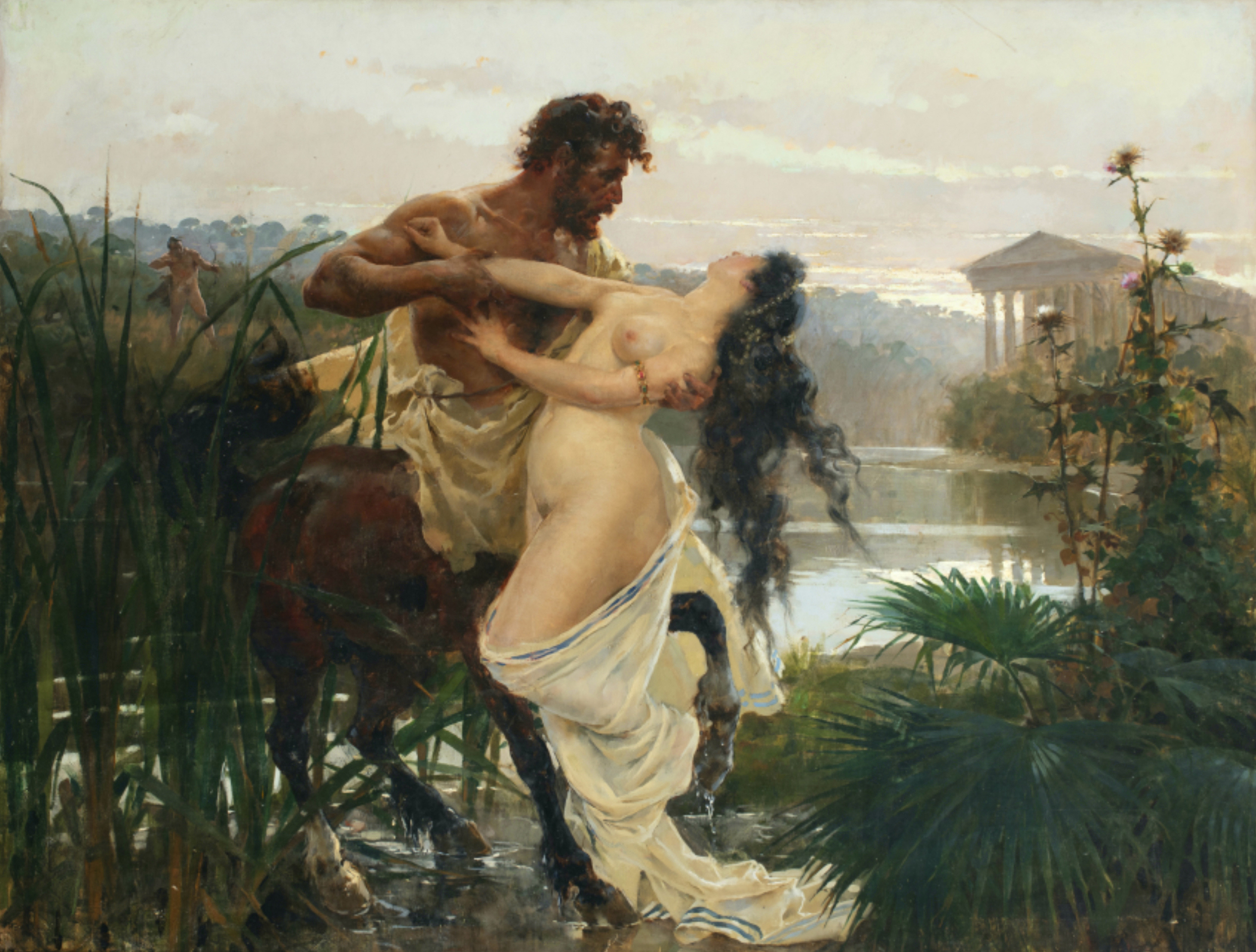
Enrique Simonet, Neso y Deyanira, 1888.

En la mitología griega, Deyanira es la tercera esposa de Heracles, y es conocida principalmente por su papel en la historia de la túnica de Neso. Es también la protagonista de la obra Las traquinias, de Sófocles. 

## Ascendientes
Según la tradición más extendida Deyanira era la hija de Altea y Eneo, rey de Calidón, pero una versión nos dice que en realidad Altea tuvo a Deyanira de Dioniso. Al menos un autor también dice que fue hija de Dexámeno. Cuando su hermano Meleagro murió, todas sus hermanas lamentaron su muerte ante la tumba. Artemisa, enfadada, las tocó con su vara convirtiéndolas en pájaros, con la excepción de Deyanira y Gorge, que pudieron retener su forma humana gracias a la intervención de Dioniso.

## Matrimonio y descendencia
Su padre Eneo la había prometido en matrimonio con el temible dios-río Aqueloo. Sin embargo, Deyanira no era una princesa pasiva, pues «conducía un carro y practicaba el arte de la guerra», como señala Apolodoro, y no quería tener nada que ver con su pretendiente. Se dice que Heracles, habiendo llegado a Calidón, pretendió a Deyanira, pero tuvo que enfrentarse con Aqueloo para ganarse la mano de ella. Aqueloo  y él lucharon, y a pesar de que el primero podía adoptar diferentes formas, como la de una serpiente o toro, finalmente sucumbió a la fuerza de Heracles. Este le había arrancado uno de sus cuernos en señal de victoria.
Deyanira le dio a Heracles cuatro hijos: Hilo, Gleno, Ctesipo y Onites. Hilo es especialmente importante porque de él descienden los heráclidas que encabezaron la invasión dórica. Las versiones de los autores trágicos nos dicen que Deyanira también le había dado una hija a Heracles, Macaria. Otros más refieren que Deyanira era hija de Dexámeno y que Heracles la había forzado, prometiendo casarse con ella; y que el centauro contra el que luchó fue Euritión.

## La túnica envenenada
La historia principal de Deyanira es la de la túnica de Neso. Se dice que Heracles llegó con Deyanira al río Eveno, junto al que se apostaba el centauro Neso para cobrar a los viajeros por cruzarlo, alegando que, por su rectitud, había obtenido de los dioses ese privilegio. Heracles pasó por sí solo al otro lado del río y, cuando Neso reclamó el estipendio, le encargó que transportara a Deyanira. Neso aprovechó la situación para intentar forzarla, por lo que ella comenzó a chillar. Heracles vio desde la otra orilla lo que ocurría y disparó al pecho de Neso una flecha envenenada con la sangre de la Hidra de Lerna. Agonizando, el centauro llamó a Deyanira y le mintió contándole que si quería un filtro amoroso para retener a Heracles, debía mezclar el semen derramado en tierra con la sangre que fluía de la herida causada por la flecha. Deyanira creyó las palabras del centauro y guardó un poco del veneno. 
Pasado el tiempo, Heracles se marchó para continuar sus hazañas bélicas y por el heraldo Licas se enteró de que Heracles había tomado como su nueva esposa a Yole. Deyanira, sintiéndose desplazada, aprovechó para utilizar el filtro de amor y untó con la sangre de Neso la famosa túnica de cuero de Heracles. Mandado por ella Licas le llevó la túnica. El héroe se la puso y murió lenta y dolorosamente al quemarle la piel la prenda (con llamas reales o por el calor del veneno). Desesperada al ver lo que había hecho involuntariamente, Deyanira se suicidó (según algunas versiones ahorcándose y según otras apuñalándose en el pecho).

## Cultura popular
Encarnada por Tawny Kitaen, Deyanira aparece en algunos episodios de la serie televisiva Hercules: The Legendary Journeys.